# Duesenberg SJ
El Duesenberg SJ (nombre no usado oficialmente por el fabricante) fue un auto producido entre 1932 y 1937 por Duesenberg. Se construyeron únicamente 36 unidades, constituyendo la versión potenciada del Duesenberg J con 320 HP. Los modelos con carrocería preparada aerodinámicamente, como las de chasis «Mormón meteor» alcanzaron velocidades promedio de más de 217 km/h, registrándose una velocidad máxima de 245 km/h en Bonneville Salt Flats, Utah.

## Precios

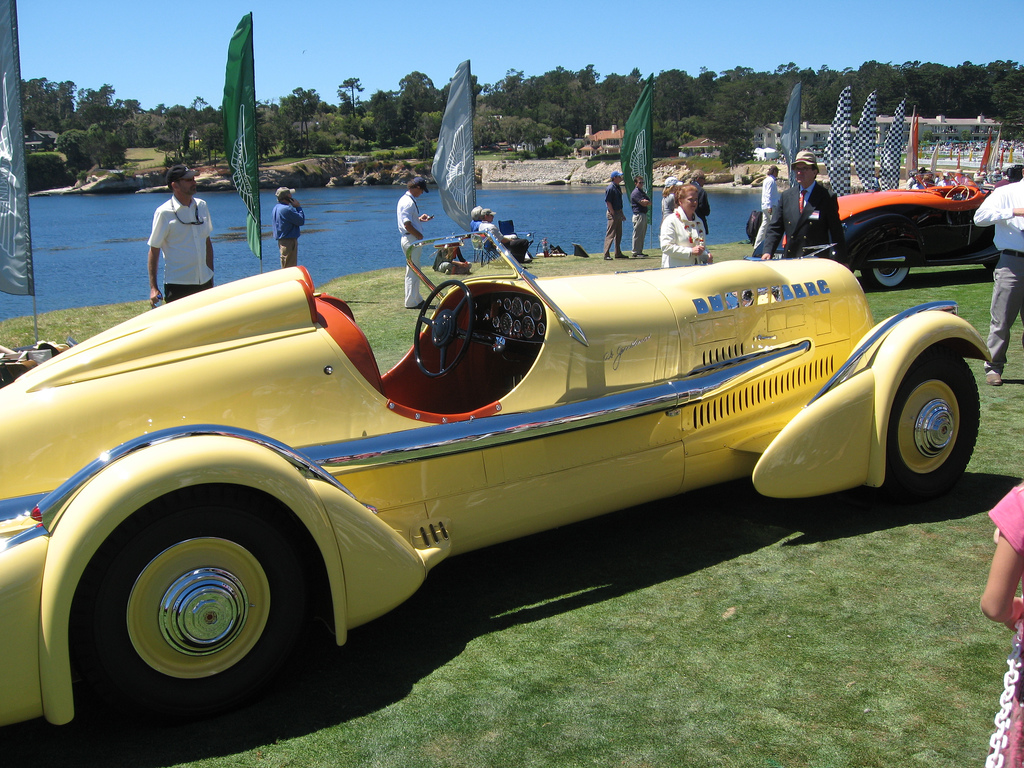
Duesenberg SJ Mormón Meteor.

Un Duesenberg SJ 1935 Speedster se vendió en un remate de Gooding & Co en agosto de 2004 por 4.500.000 dólares estadounidenses.
Otro SJ se vendió en 4.400.000 U$ en Monterrey, California en un remate de RM Auctions.
En mayo de 2023 un ejemplar del Duesenberg se alzó con el trofeo al automóvil más elegante en el Concurso de Eleganzi Villa D´Este.